# Ernst Werber (Verwaltungsjurist)
Ernst Karl August Werber (* 25. November 1880 in Stuttgart; † im 20. Jahrhundert) war ein badischer Beamter.
Werber war der Sohn eines Zahnarztes. Er studierte unter anderen an der Universität Heidelberg Rechtswissenschaften und legte 1903 die erste und 1907 die zweite Staatsprüfung ab. Während des Studiums wurde er Mitglied der Verbindung Rupertia. Am 15. April 1907 trat er in die badische Innenverwaltung ein und wurde 1916 Amtmann im Bezirksamt Kehl. Während der französischen Besatzung war er 1919 für drei Monate von der Besatzungsmacht inhaftiert und wurde dann zum 26. September 1919 Amtmann am Bezirksamt Überlingen. Am 25. Oktober 1922 wurde er zum Bezirksamt Donaueschingen und am 10. November 1923 zum Landeskommissärbezirk Freiburg versetzt. Ab 1923 war er Amtmann beim Bezirksamt Freiburg, 1924 Regierungsrat und ab 1927 Landrat beim Bezirksamt Staufen.
Werber war ursprünglich katholischer Konfession und gehörte 1918 bis 1933 der Deutschen Zentrumspartei an. Nach der Machtergreifung der Nationalsozialisten wurde er am 11. Mai 1933 als Landrat beurlaubt und am 27. Juni 1933 bis auf weiteres suspendiert. Zum 30. Oktober 1933 durfte er jedoch wieder im Staatsdienst arbeiten und wurde Regierungsrat mit der Amtsbezeichnung Landrat beim Oberversicherungsamt Freiburg. 1937 trat er in die NSDAP ein. Im Jahr 1942 trat er aus der katholischen Kirche aus und wurde Mitglied der Deutschen Christen. Nach dem Zweiten Weltkrieg wurde er 1945 entlassen.